# Anzai Fuyue

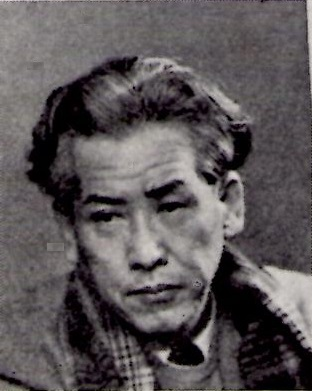
Anzai Fuyue

Anzai Fuyue (japanisch 安西 冬衛; geboren am 9. März 1898 in Nara; gestorben am 24. August 1965) war ein japanischer Schriftsteller.

## Leben und Wirken
Anzai Fuyue machte seinen Schulabschluss an der Mittelschule Sakai (堺中学校, Sakai chūgakkō). 1919 ging er nach Dalian und blieb 15 Jahre auf dem Kontinent. 1921 kam es zu einer Entzündung des linken Kniegelenkes, schließlich musste ihm das linke Bein amputiert werden. Während der Genesung begann er Gedichte zu schreiben. 1924 begann er mit Kitagawa Fuyuhiko das Magazin „A“ (亜) – das „A“ steht für „Asien“ – herauszugeben. 1928 publizierte er „Shi to Shiron“ (詩と詩論) – „Gedicht und Poetik“. 1929 folgte die erste Gedichtsammlung „Gunkan Mari“ (軍艦茉莉) – „Das Kriegsschiff Mari“, „Haru“ (春) – „Frühling“ und andere Werke. Sie zeigten frische Kurzgedichte und romantische Prosapoesie und wurden sehr geschätzt.
So erweiterte Anzai mit Erotik und Humor bisherige Poesiegrenzen und hatte großen Einfluss auf die moderne Poesie in Japan. Neben Gedichtsammlungen publizierte er „Ajia no Kanko“ (亜細亜の鹹湖) – „Das Salzwasser Asiens“, „Zaseru tōgyū-shi“ (座せる闘牛士) – „Der sitzende Stierkämpfer“ und anderes. 1966 wurde er für sein Lebenswerk Gedichte mit dem „Tōson-Gedächtnis-Preis“ ausgezeichnet. 
Anzais Lebenswerk erschien als „Anzai Fuyue zenshi-shū“ (安西冬衛全詩集) und „Anzai Fuyue zen-shū“ (安西冬衛全集) in zusammen 11 Bänden.